# Petar Popangelov
Petar Popangelov, född 31 januari 1959 i Samokov, är en före detta bulgarisk alpin skidåkare. Popangelov vann en världscuptävling i slalom (i Lenggries den 8 januari 1980) och var topp-3 elva gånger. Han är alltjämt den enda bulgariska utförsåkare som vunnit en världscuptävling. Vid OS 1980 och 1984 kom Popangelov på sjätte plats i slalom. Av Sven Plex Petersson fick han smeknamnet "Poppe".